# نکیرو اوکوسیمه
نکیرو اوکوسیمه (انگلیسی: Nkiru Okosieme؛ زادهٔ ۱ مارس ۱۹۷۲) بازیکن فوتبال اهل نیجریه است.
وی همچنین در تیم ملی فوتبال زنان نیجریه بازی کرده‌است.